# تومي تروجان

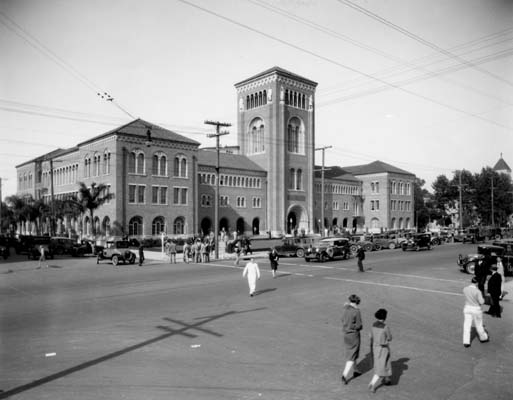
الحرم الجامعي

تومي تروجان (بالإنگليزية: Tommy Trojan)، وله اسم رسمي آخر هو مرقد الطروادي (بالإنگليزية: Trojan Shrine)، هو الشكل الأكثر تمييزًا للفخر في جامعة كاليفورنيا الجنوبية. تمثال برونزي حجمه يُماثل حجم الإنسان العادي لمُحارب طروادي، ويقع في وسط الحرم الجامعي ، وهو التعويذة/التميمة غير الرسمية الأكثر شهرة للجامعة.
‌